# Daktyloskopia

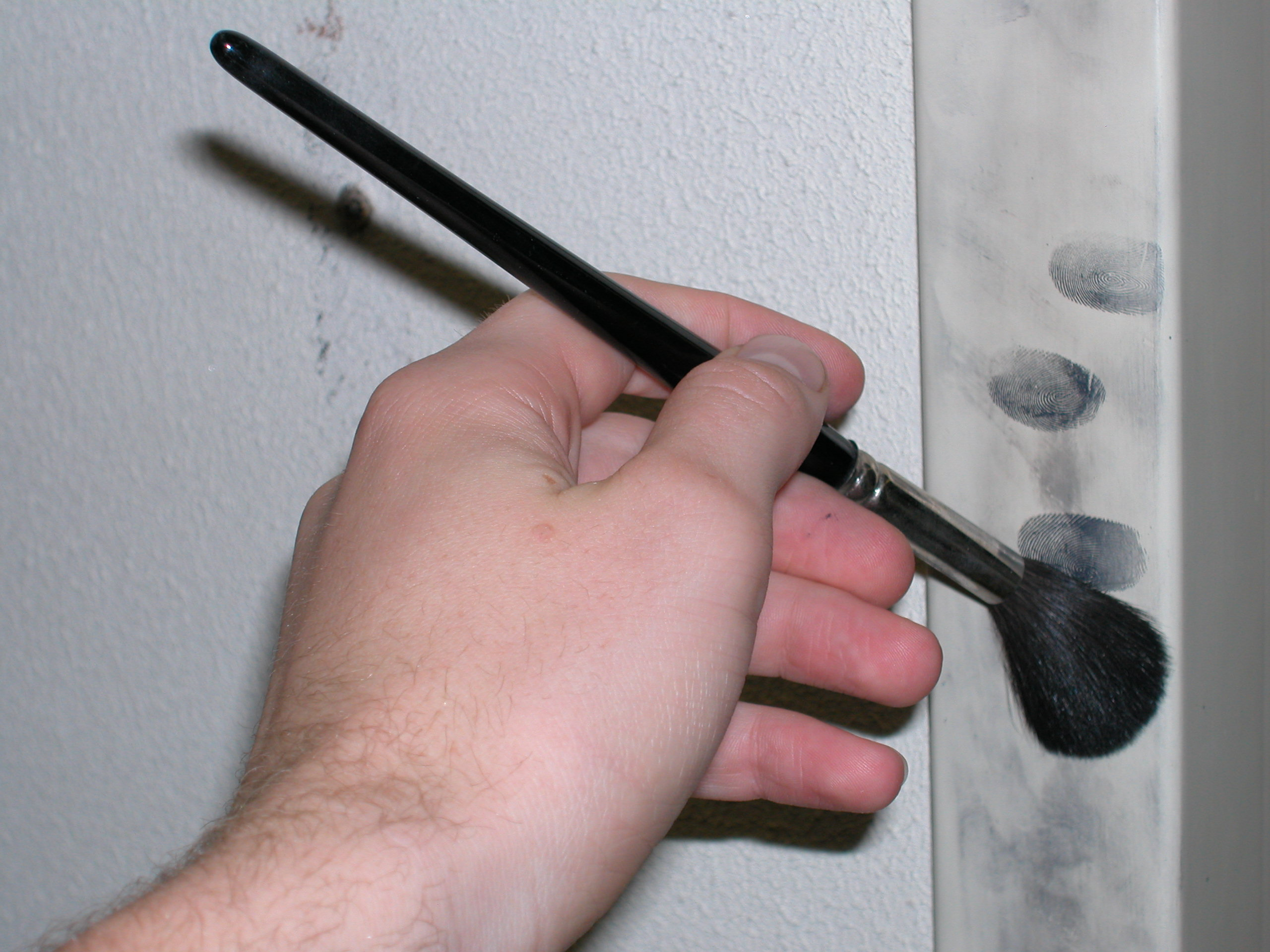
Ujawnianie śladów daktyloskopijnych

Daktyloskopia (gr. dáktylos ‘palec’, skopeín ‘oglądać’) – technika śledcza zajmująca się badaniami porównawczymi linii papilarnych dłoni w celu ustalenia sprawcy czynu zabronionego. Opiera się ona na trzech podstawowych zasadach dotyczących linii papilarnych:
- niepowtarzalności – nie istnieją dwie osoby z identycznym układem linii papilarnych,
- nieusuwalności – jedynie głębokie rany, oparzenia lub choroby mogą wywołać zmiany w wyglądzie linii papilarnych,
- niezmienności – linie papilarne są niezmienne od ich uformowania (w okresie prenatalnym) aż do całkowitego ich rozkładu (po śmierci).

## Rys historyczny
Początki zainteresowania człowieka liniami papilarnymi sięgają neolitu. Z tamtej epoki pochodzą bowiem malowidła naskalne, odnalezione w jaskiniach i grobowcach. Na przestrzeni wieków ludzie wykorzystywali odciski palców jako formę podpisu pod różnymi umowami oraz aktami własności rzeczy. Naukowe prace nad liniami papilarnymi zostały podjęte na przełomie XIX i XX wieku przez Henry’ego Fauldsa, Williama Herschela i Francisa Galtona, zaliczanych do prekursorów podstaw tej techniki śledczej. W II Rzeczypospolitej jednym z pionierów wprowadzenia daktyloskopii do prac Policji Państwowej był insp. Wiktor Ludwikowski, autor pierwszego polskiego „Podręcznika dla Służby Daktyloskopijnej”.

## Technika i procedury
Pobieranie odcisków linii papilarnych od osób mogących mieć związek z jakimś zdarzeniem przestępczym, świadków, zatrzymanych itp., odbywa się zazwyczaj przy wykorzystaniu nasączonej poduszki daktyloskopijnej, płytki (metalowej bądź szklanej), wałka nasączonego tuszem, a następnie przetoczeniu palców daktyloskopowanej osoby po odpowiednich polach na karcie rejestracyjnej lub daktyloskopijnej.
Ujawnianie śladów daktyloskopijnych na miejscu zdarzenia polega na opyleniu przy użyciu odpowiedniego pędzelka przedmiotu lub jego części właściwym proszkiem daktyloskopijnym, np. argentoratem, a w razie konieczności usunięciu jego nadmiaru drugim, czystym pędzelkiem. Preparat przykleja się do substancji potowo-tłuszczowej tworzącej ślad, dając wyraźny jego obraz. Zabezpieczanie polega na fotograficznej rejestracji, a następnie przeniesieniu śladów na odpowiednio przyciętą folię daktyloskopijną. Żelatynową warstwę przykleja się do podłoża, w pobliżu ujawnionego śladu i następnie stopniowo przykłada się pozostałą część, dociskając kciukiem. Należy uważać, by pod powierzchnią nie pozostały pęcherzyki powietrza, ponieważ spowoduje to powstanie ubytków w obrazie śladów, których nie da się później uzupełnić. Następnie należy przykleić warstwę żelatynową na podkładkę, stosując się do zasady kontrastowości (jeśli używany był jasny proszek, wybiera się podkładkę w kolorze ciemnym, i odwrotnie). Ślad zabezpiecza się pod względem formalno-procesowym przyszywając do niego tzw. metryczkę z opisem, kolejnym numerem śladu i nazwiskiem zabezpieczającego, oraz umieszcza się te informacje w protokole oględzin.
Pobieranie, katalogowanie, przetwarzanie odcisków linii papilarnych metodą tradycyjną, tj. przy pomocy czarnego tuszu, było zawsze kłopotliwe. Dlatego prowadzono rozliczne badania nad wprowadzeniem innych metod. W Polsce Krzysztof Wrona próbował w latach 80. XX w. zastosować fotografię kirlianowską, w USA 20 lat później opracowano metodę polegającą na skanowaniu opuszek palców, która została powszechnie wprowadzona na amerykańskich lotniskach i w konsulatach (wizy) po zamachu z 11 września 2001.
Bada się również ślady linii papilarnych z wewnętrznych powierzchni dłoni (chejroskopia) oraz z palców i powierzchni oporowych stóp (podoskopia lub pelmatoskopia). W podobny sposób badać można również ślady czerwieni wargowej (cheiloskopia).
Istnieją również domowe sposoby na ujawnianie odbitek, np. pyłem metalicznym czy drobnymi proszkami.

## Kontrowersje

### Kontrowersje językowe
Powszechnie używana forma językowa (występująca również w słownikach i encyklopediach) „odciski palców” uznawana jest za błędną przez specjalistów od daktyloskopii. Poprawna wg nich nazwa to odbitki linii papilarnych, ponieważ na powierzchni znajduje się odbitkę palca, a nie odcisk.

### Kontrowersje dotyczące zasad
Dwie fundamentalne zasady, dzięki którym daktyloskopia może służyć do wykrywania sprawców przestępstwa, to niezmienność linii papilarnych danego człowieka oraz niepowtarzalność linii papilarnych. Pierwsza z nich jest naukowo udokumentowana, jednakże niepowtarzalność linii papilarnych, mimo że powszechnie akceptowana, nigdy nie została ani udokumentowana, ani zbadana. Aresztowany w 2004 roku Brandon Mayfield został oskarżony wyłącznie na podstawie odcisków palców o udział w ataku terrorystycznym w Madrycie, a eksperci daktyloskopii ustalili jego winę „ze stuprocentową pewnością”. Został jednak uniewinniony, gdy udowodnił, że znajdował się wówczas na innym kontynencie. Istnieją inne podobne przypadki ludzi oskarżonych wyłącznie na podstawie podobieństwa odcisków palców. Analiza odcisków palców jest także obarczona błędami wynikającymi z niekompletności materiału dowodowego, jego deformacji, a także błędów człowieka, które zdarzają się nawet w warunkach laboratoryjnych.
Niektórzy ludzie w ogóle nie mają linii papilarnych (adermatoglyphia).

## Daktyloskopia genetyczna
To jedno z zastosowań metod inżynierii genetycznej. Nazwa odnosi się do właściwej definicji daktyloskopii w ujęciu bioinżynieryjnym. Jej głównymi założeniami są:
- sekwencje DNA są niepowtarzalne,
- sekwencje DNA są dziedziczone,
- może wystarczyć porównanie rozmieszczenia w chromosomie długich powtarzalnych fragmentów niekodujących.

Przykłady zastosowania: identyfikacja przestępców, ustalenie ojcostwa, badanie pokrewieństwa ewolucyjnego organizmów żywych.